# Piper sphaeroides
Piper sphaeroides är en pepparväxtart som beskrevs av C. Dc.. Piper sphaeroides ingår i släktet Piper och familjen pepparväxter. Inga underarter finns listade i Catalogue of Life.